# Лорд
Вижте пояснителната страница за други значения на Лорд.
Лорд (на английски: lord) е най-висшата аристократическа титла в Англия, както и носителят на такава титла. Използва се и като титла на висши длъжностни лица във Великобритания:
- Камарата на лордовете (наричана и само Лордовете) – горната камара на Парламента на Обединеното кралство
- Лорд-адмирал – командващ Кралския флот и контролиращ състоянието на всички пристанища и крайбрежия до началото на 18. век, когато функциите му постепенно преминават към колективен орган – Лордове на Адмиралтейството
- Лорд-протектор – регент на титулярния монарх на Англия и Шотландия, равносилно на неформален държавен глава
- Лорд-мер – кмет на някои британски градове (например Лондон, Единбург)[1]
- Лорд на хазната – министър на финансите[1]